# 沈法興
沈 法興（しん ほうこう、生年不詳 - 621年）は、中国の隋末に割拠した群雄の一人。本貫は呉興郡武康県。

## 生涯
南朝陳の広州刺史の沈恪の子として生まれた。隋の大業末年、呉興郡守に任ぜられ、東陽の楼世幹を討伐した。義寧2年（618年）3月、煬帝が江都で殺されると、宇文化及の処断を名目に丹陽で兵を起こした。東陽を発し、江都を抜き、余杭を下し、烏程にいたって兵6万に達した。毗陵で路道徳をだまし討ちにしてその城に拠り、江南道行軍総管を自称した。越王楊侗が立つと、大司馬・録尚書事・天門公となった。陳果仁を司徒とし、孫士漢を司空とし、蒋元超を尚書左僕射とし、殷芊を左丞とし、徐令言を右丞とし、劉子翼を選部侍郎とし、李百薬を掾とした。楊侗の死の報が届くと、武徳2年（619年）9月、梁王を自称し、延康と元号を立てた。
武徳3年（620年）、李子通による攻撃を受け、沈法興は部将の蒋元超を派遣して迎え撃ったが敗北し、沈法興は毗陵を放棄し呉郡へと逃れた。杜伏威が輔公祏に精鋭数千人を率いさせて李子通を攻撃すると、敗れた李子通は太湖へと逃れ、この地に逃れていた沈法興を再度攻撃し、沈法興は城を捨て数百の部下を率いて呉郡の聞人遂安に投降した。聞人遂安は部将の葉孝弁を遣わしてこれを迎えようとしたが、沈法興は直前に心変わりし、葉孝弁を殺害しようと企てた。しかしこの企ては露見し、葉孝弁の軍により攻撃を受け、退路を失った沈法興は河に飛び込んで自殺した。

## 伝記資料
- 『旧唐書』巻56 列伝第6「沈法興伝」
- 『新唐書』巻87 列伝第12「沈法興伝」